# Свято-Троицкий храм (Кечкемет)
Свято-Троицкий храм (венг. Görögkeleti templom, греч. Ιερός Ναός Αγίας Τριάδος) — православный храм Венгерского экзархата Австрийской митрополии Константинопольского патриархата в городе Кечкемете, в Венгрии. Храм включён в реестр охраняемых архитектурных объектов Венгрии.

## История
Храм был построен в период с 1824 по 1829 год по проекту архитектора Фишера Агостона (Fischer Ágoston).
С 1950-х храм входил в состав Венгерского благочиния Московского патриархата, но в 1999 году бывший священник Венгерского благочиния Христофор Хоревтос, запрещённый в служении архиепископом Феофаном (Галинским) за крупные финансовые махинации и затем приговорённый светским судом к лишению свободы сроком на шесть лет, отторгнул три храма благочиния (Никольский храм в Сентеше, Георгиевская церковь в Карцаге и Троицкий храм в Кечкемете) в пользу Венгерского экзархата Константинопольского патриархата, в юрисдикцию которого был принят и сам. Данные действия происходили с ведома и при активном участии митрополита Михаила (Стаикоса), управляющего Венгерским экзархатом.